# Hoeve den Diepen Boomgaard
De hoeve den Diepen Boomgaard is een hoeve in Grimbergen. De hoeve werd gebouwd op een voormalige vindplaats van zandsteen (steenpoel of scheisput) waarmee de abdijkerk van Grimbergen werd gebouwd.
De huidige boerderij is een restant van een hoeve waarvan de geschiedenis zou teruggaan tot de 17de eeuw. De omliggende gronden zijn lager gelegen en op de Ferrariskaarten van eind 18de eeuw was hierop al een boomgaard te zien, vandaar de naam van de hoeve. De gronden zijn lager gelegen als gevolg van vroegere steenwinning. De locatie was al in de 17e eeuw bebouwd volgens een kaartboek van de abdij uit 1699. De hoeve werd in de 18e eeuw verder uitgebouwd tot een U-vormige hoeve met losse bestanddelen. Omstreeks 1866 werd de zuidelijke schuur gesloopt. Het wagenhuis, dat ten oosten van het erf was opgetrokken rond 1923, werd in het laatste kwart van de 20e eeuw gesloopt.
In 1989 werd de hoeve eigendom van de gemeente waarna ze werd ingericht als biologische boerderij en als bakkerij.